# Machairodontini
Os Maquerodontinos (Machairodontini) são uma tribo de gatos dentes-de-sabre, parte dos Felidae Machairodontinae

## Taxonomia da TriboMachairodontini
- Machairodus Kaup, 1833
- Machairodus africanus
  - M. aphanistus - Mioceno Superior, Eppelsheim (MN 9), Alemanha;

Charmoille (MN 9), Suíça;  Soblay (MN 10), França; Zillingdorf, Áustria; LosValles de Fuentidueña (MN 9), Espanha, Kemiklitepe (MN 9), Turquia e Mahmutgazi (MN 11), Turquia
- - Machairodus laskarevi - Kalfa, Moldávia
  - Machairodus alberdiae - Los Valles de Fuentidueña (MN 9), Espanha
  - Machairodus (Amphimachairodus) giganteus - Mioceno Superior, Turoliano
    - M. g. giganteus
    - M. g. taracliensis
    - M. g. palanderi
    - M. g. leoninus
    - M. g. tingii

  - Machairodus coloradensis.  
  - Machairodus tanneri
  - Machairodus (Amphimachairodus) kabir Peigné at alii, 2005 - Mioceno Superior, Toros-Menalla, Chade
  - Machairodus kurteni - Mioceno Superior, Turoliano, Kalmakpai, Cazaquistão
  - Machairodus irtyschensis - Pavlodar, Rússia
  - Machairodus robinsoni
- Lokotunjailurus
  - Lokotunjailurus emageritus
- Homotherium
  - H. crenatidens
  - H. ethiopicum
  - H. hadarensis
  - H. latidens
  - H. nestianus
  - H. nihowanensis
  - H. sainzelli
  - H. serum
  - H. ultimum
- Xenosmilus
  - Xenosmilus hodsonae